# 马德琳·斯科特
马德琳·斯科特（英語：Madeleine Scott，1993年2月11日—），澳大利亚女子游泳运动员。她曾代表澳大利亚参加2016年夏季残疾人奥林匹克运动会游泳比赛，获得女子4×100米混合泳接力34分银牌。